# Zuidrijns voetbalkampioenschap 1912/13
In 1912/13 werd het elfde Zuidrijns voetbalkampioenschap gespeeld, dat georganiseerd werd door de West-Duitse voetbalbond. De competitie werd in twee groepen verdeeld, die elkaar niet bekampten om de algemene titel en beiden doorstroomden naar de eindronde. Borussia München-Gladbach werd dit seizoen opgenomen in de Zehnerliga. 
Union 05 Düsseldorf werd kampioen en plaatste zich voor de West-Duitse eindronde. De club versloeg VfB Marburg en 1. FC Arminia Bielefeld. In de finale trof de club Duisburger SpV, maar de club trok zich terug, waarop Duisburg de titel kreeg.
FC Germania Düren nam de naam SC Germania aan.

## A-Klasse

### Groep Zuid
| Plaats | Club                           | Wed. | W  | G | V  | Saldo | Ptn.  |
| ------ | ------------------------------ | ---- | -- | - | -- | ----- | ----- |
| 1.     | FC Borussia 1899 Cöln          | 16   | 13 | 0 | 3  | 37:19 | 26:6  |
| 2.     | VfJuV 1896 Düren               | 16   | 12 | 1 | 3  | 57:30 | 25:7  |
| 3.     | Mülheimer SV 1906              | 16   | 11 | 1 | 4  | 50:26 | 23:9  |
| 4.     | Dürener FC 1903                | 16   | 7  | 4 | 5  | 35:24 | 18:14 |
| 5.     | FC Jahn Siegen                 | 16   | 6  | 5 | 5  | 47:39 | 17:15 |
| 6.     | Cöln-Ehrenfelder Rhenania 1900 | 16   | 5  | 3 | 8  | 26:37 | 13:19 |
| 7.     | SC Germania Düren              | 16   | 4  | 1 | 11 | 23:42 | 9:23  |
| 8.     | SpV Preußen Cöln               | 16   | 3  | 1 | 12 | 23:53 | 7:25  |
| 8.     | FC Germania 01 Bonn            | 16   | 2  | 2 | 12 | 17:45 | 6:26  |

|  | Geplaatst voor finale |
|  | Degradatie            |

### Groep Noord
| Plaats | Club                          | Wed. | W  | G | V  | Saldo | Ptn.  |
| ------ | ----------------------------- | ---- | -- | - | -- | ----- | ----- |
| 1.     | SC Union 05 Düsseldorf        | 14   | 10 | 3 | 1  | 51:21 | 23:5  |
| 2.     | Düsseldorfer SV 04            | 14   | 9  | 1 | 4  | 25:22 | 19:9  |
| 3.     | Rheydter SpV 1905             | 14   | 7  | 3 | 4  | 15:17 | 17:11 |
| 4.     | FC Hilden 1903                | 14   | 8  | 0 | 6  | 34:27 | 16:12 |
| 5.     | CFC Preußen 1895 Krefeld      | 14   | 7  | 1 | 6  | 34:28 | 15:13 |
| 6.     | FC Germania 1905 Hilden       | 14   | 5  | 1 | 8  | 20:34 | 11:17 |
| 7.     | VfR Mülheim-Kalk              | 14   | 4  | 1 | 9  | 14:45 | 9:19  |
| 8.     | FC Eintracht München-Gladbach | 14   | 1  | 0 | 13 | 17:16 | 2:26  |

### Finale
Heen
|  |                       |              |                        |  |
|  | FC Borussia 1899 Cöln | 3 – 3 (n.v.) | SC Union 05 Düsseldorf |  |
|  |                       |              |                        |  |

Terug
|  |                        |              |                       |  |
|  | SC Union 05 Düsseldorf | 2 – 1 (n.v.) | FC Borussia 1899 Cöln |  |
|  |                        |              |                       |  |

## B-Klasse

### Groep Düsseldorf A
| Plaats | Club                        | Wed. | W | G | V | Saldo | Ptn.  |
| ------ | --------------------------- | ---- | - | - | - | ----- | ----- |
| 1.     | VfB 1904 Crefeld            | 16   |   |   |   | 60:20 | 23:09 |
| 2.     | FC Konstintia Kaldenkirchen | 16   |   |   |   | 31:20 | 22:10 |
| 3.     | BV 1910 Lürrip              | 16   |   |   |   | 33:20 | 21:11 |
| 4.     | FC 1905 Uerdingen           | 16   |   |   |   | 20:20 | 16:16 |
| 5.     | FC Rhenania 1904 Crefeld    | 16   |   |   |   | 37:42 | 16:16 |
| 6.     | TV Germania Dohr            | 16   |   |   |   | 39:40 | 14:18 |
| 7.     | SpV Hohenzollern Rheydt     | 16   |   |   |   | 16:32 | 13:19 |
| 8.     | SC Viktoria 04 Rheydt       | 16   |   |   |   | 25:36 | 12:20 |
| 9.     | BV Union 05 Crefeld         | 16   |   |   |   | 25:56 | 07:25 |

|  | Geplaatst voor finale |

### Groep Düsseldorf B
| Plaats | Club                         | Wed.           | W              | G              | V              | Saldo          | Ptn.           |
| ------ | ---------------------------- | -------------- | -------------- | -------------- | -------------- | -------------- | -------------- |
| 1.     | FC Concordia 1905 Düsseldorf | 14             |                |                |                | 51:20          | 21:07          |
| 2.     | BV 1904 Düsseldorf           | 14             |                |                |                | 59:19          | 18:10          |
| 3.     | FC Eintracht 1901 Düsseldorf | 14             |                |                |                | 45:27          | 17:11          |
| 4.     | FC Britannia 1902 Düsseldorf | 14             |                |                |                | 40:37          | 17:11          |
| 5.     | FC Borussia 1906 Düsseldorf  | 14             |                |                |                | 40:22          | 16:12          |
| 6.     | FC Neuss 1906                | 14             |                |                |                | 40:47          | 13:15          |
| 7.     | TV Ratingen 1865             | 14             |                |                |                | 29:47          | 08:20          |
| 8.     | FC Preußen München-Gladbach  | 14             |                |                |                | 17:66          | 02:26          |
| 9.     | Germania 04 München-Gladbach | Teruggetrokken | Teruggetrokken | Teruggetrokken | Teruggetrokken | Teruggetrokken | Teruggetrokken |

### Finale
|  |                  |       |                              |  |
|  | VfB 1904 Crefeld | 0 - 2 | FC Concordia 1905 Düsseldorf |  |
|  |                  |       |                              |  |